# Chaetodon guttatissimus
Espèce
Statut de conservation UICN

 LC  : Préoccupation mineure
Chaetodon guttatissimus ou Poisson-papillon raton laveur ou Poisson papillon moucheté est une espèce de poisson appartenant à la famille des Chaetodontidae.

## Répartition
Cette espèce vit sur les récifs coralliens de l'océan Indien et de la mer Rouge, souvent à faible profondeur, parfois jusqu'à 30 m de fond.

## Description
Chaetodon guttatissimus mesure jusqu'à 12 cm de long. Son corps est de couleur crème avec de petites taches grises plutôt alignées horizontalement sur les côtés mais verticalement sur le dos. La dorsale est bordée de jaune tandis que la caudale comporte une tache orangée. Par ailleurs, cette dernière, comme la tête, est rayée verticalement de noir.

## Alimentation
Le poisson-papillon raton laveur est omnivore, mangeant des algues filamenteuses et des vers, des polypes de coraux et de petits invertébrés benthiques.